# Quebrada Arriba
Quebrada Arriba est la capitale de la paroisse civile d'El Blanco de la municipalité de Torres de l'État de Lara au Venezuela.